# Ateliers de la Meuse
Die Ateliers de la Meuse (kurz: La Meuse, früher Societe Anonyme des Ateliers de Construction de la Meuse, französisch für Werkstätten an der Maas) sind ein auf maschinelle Schweißtechnik spezialisierter, metallverarbeitender Betrieb in Sclessin und Seraing in Belgien.

## Geschichte

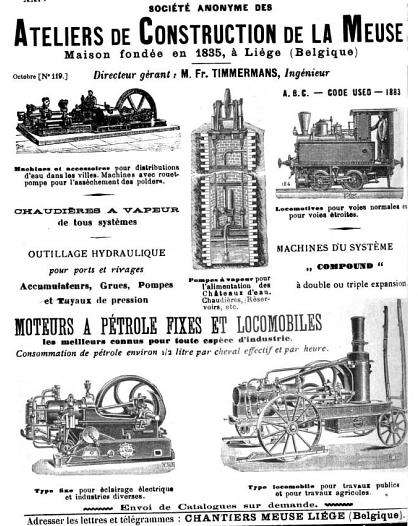
Werbeplakat der SA der Ateliers de Construction de la Meuse, 1905

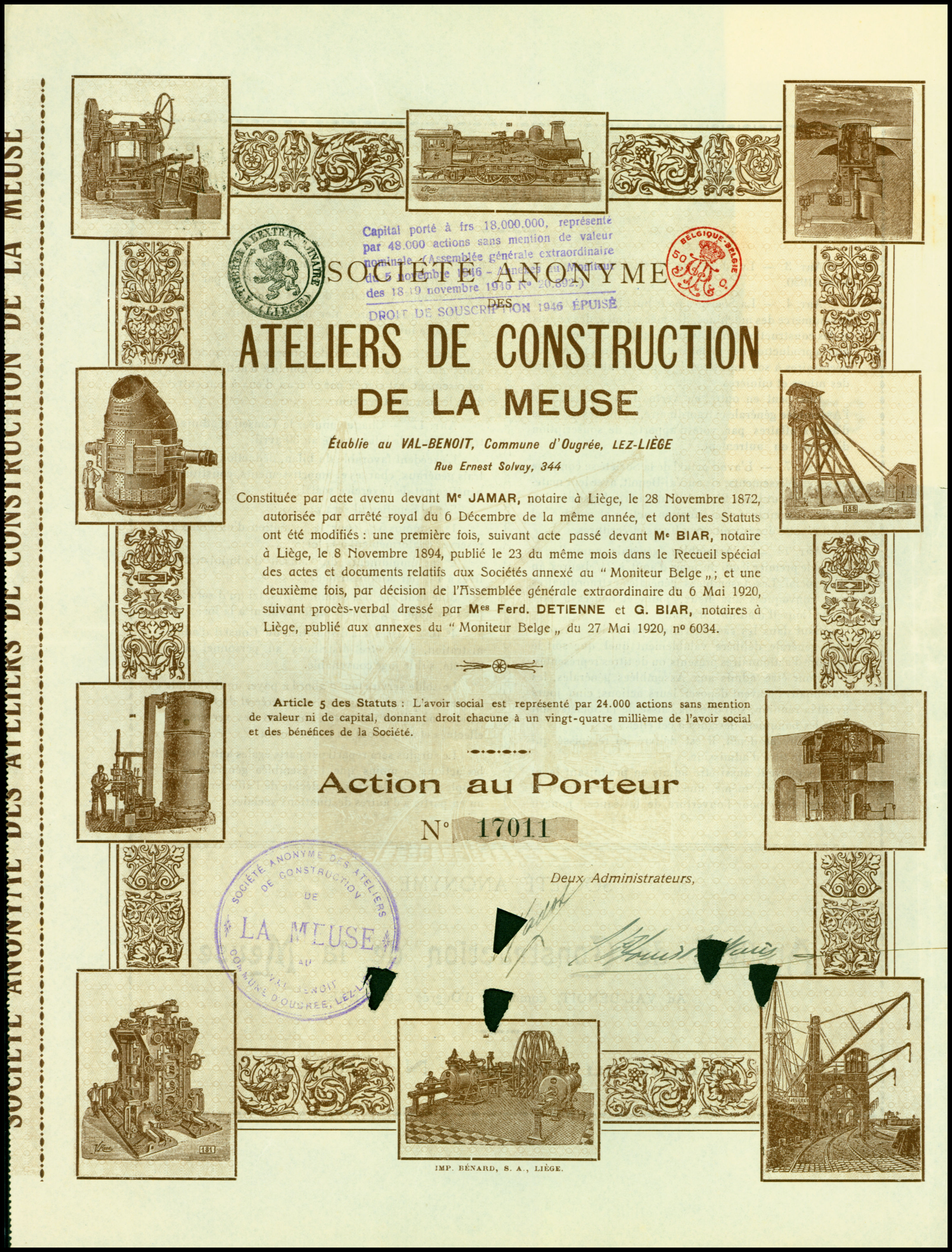
Aktie der SA der Ateliers de Construction de la Meuse, 27. März 1920

Die Geschichte der Werkstätten geht bis ins 16. Jahrhundert zurück. Sie wurden 1835 nach Lüttich verlegt, 1850 gegründet und ab 1872 unter der Leitung von Charles Marcellis Ateliers de construction de La Meuse genannt.
Das Unternehmen baute von 1888 bis 1949 insgesamt 5350 Dampflokomotiven, die größtenteils auf Werksbahnen eingesetzt wurden. Es belieferte auch die belgischen Staatsbahnen, unter anderem mit Dampflokomotiven der Reihen 8, 9, 10, 23 und 36.
Es konzentriert sich heute auf Kesselbau, Mechanik und Montage großer Baugruppen, deren Hauptmärkte Nukleartechnik, Medizintechnik, Schwermaschinenbau und Raumfahrt sind.

### Liste erhaltener Dampflokomotiven
| Werks-Nr. | Baujahr | Bild | Bauart  | Spurweite    | Bemerkungen |
| --------- | ------- | ---- | ------- | ------------ | --- |
| 1631      | 1900    |      | B n2t   | 600 mm       | Nr. 11 der Estrada de Ferro Central do Brasil, erhalten im Museu do Trem do Engenho de Dentro in Rio de Janeiro, Brasilien |
| 1760      | 1902    |      | B n2t   | 770 mm       | „Boyotte“, ex Acieries de Neuves-Maisons (1903–1953), jetzt im Iron History Museum, Le Féru des sciences in Jarville-la-Malgrange Frankreich. |
| 1812      | 1908    |      | B n2t   | 1000 mm      | Société de Construction du Port de Bahia S.A., Später Werkslokomotive Nr. 5 der Companhia Paraíba de Cimento Portland. Erhalten bei der LP Assessoria Industrial in Votorantim, Brasilien |
| 1828      | 1903    |      | C n2t   | 1435 mm      | Von 1903 bis 1957 Mines d'Auchel (Département Pas-de-Calais), später CENPA (Papeterie de Bègles). Erhalten im Ecomusée de la Grande Lande in Marquèze. |
| 1971      | 1905    |      | C n2t   | 1000 mm      | Anfangs bei der Estrada de Ferro do Paraná, später bei der Estrada de Ferro São Paulo - Rio Grande, ab 1935 als Nr. 101 bei der Rede de Viação Paraná - Santa Catarina. Ohne Tender ausgestellt auf dem Praça Tomi Nakagawa in Londrina, Paraná, Brasilien |
| 1972      | 1905    |      | C n2t   | 1000 mm      | Anfangs bei der Estrada de Ferro do Paraná, später bei der Estrada de Ferro São Paulo - Rio Grande, ab 1935 als Nr. 102 bei der Rede de Viação Paraná - Santa Catarina. Eine der wenigen Dampflokomotiven, die 1958 bei der Beendigung des Dampfbetriebes in Brasilien durch Rede Ferroviária Federal (RFFSA) erhalten blieb. Museumsbahnbetrieb durch die Associação Brasileira de Preservação Ferroviária (ABPF) in Piratuba, Brasilien. |
| 2215      | 1909    |      | C n2t   | 1000 mm      | Vermutlich bis 1912 als Nr. 21 der Hafenverwaltung von Rio Grande, Brasilien. Heute im Hafenmuseum. |
| 2216      | 1909    |      | C n2t   | 1000 mm      | Als Nr. 21 der Hafenverwaltung von Rio Grande, Brasilien. Später Estrada de Ferro Carlos Barbosa - Alfredo Chaves, dann als Nr. 6 bei der Viação Férrea do Rio Grande do Sul. Heute ausgestellt auf dem Largo Evandro Behr in Santa Maria, Brasilien |
| 2216      | 1909    |      | C n2t   | 1000 mm      | Anfangs vermutlich als Nr. 22 bei der Hafenverwaltung von Rio Grande, Brasilien. |
| 2217      | 1909    |      | C n2t   | 1000 mm      | Anfangs vermutlich als Nr. 23 bei der Hafenverwaltung von Rio Grande, Brasilien. Später bei der Estrada de Ferro Carlos Barbosa - Alfredo Chaves, und als Nr. 32 bei der Viação Férrea do Rio Grande do Sul. Ausgestellt am Bahnhof von Canela in Rio Grande do Sul, Brasilien. |
| 2218      | 1909    |      | C n2t   | 1000 mm      | Anfangs vermutlich als Nr. 24 bei der Hafenverwaltung von Rio Grande, Brasilien. Später bei der Estrada de Ferro Carlos Barbosa - Alfredo Chaves, dann als Nr. 8 bei der Viação Férrea do Rio Grande do Sul. Erhalten im Bahnbetriebswerk von Rio Grande, Rio Grande do Sul, Brasilien. |
| 2224      | 1911    |      | C n2t   | 950 mm       | Als FCE 14 erhalten bei der Ferrovia Circumetnea in Catania, Italien. |
| 2330      | 1911    |      | C n2t   | 1000 mm      | Anfangs als Nr. 15 bei der Hafenverwaltung von Rio Grande, Brasilien. Erhalten im Bahnbetriebswerk von Rio Grande, Rio Grande do Sul, Brasilien. |
| 2395      | 1911    |      | C n2t   | 1000 mm      | Anfangs bei der Hafenverwaltung von Rio Grande, Brasilien. Im Centro Administrativo Leopoldo Petry in Novo Hamburgo, Rio Grande do Sul, Brasilien ausgestellt. |
| 2402      | 1912    |      | C n2t   | 1000 mm      | Anfangs als Nr. 19 bei der Hafenverwaltung von Rio Grande, Brasilien. Erhalten im Bahnbetriebswerk von Rio Grande, Rio Grande do Sul, Brasilien. |
| 2403      | 1912    |      | C n2t   | 1000 mm      | Anfangs als Nr. 21 bei der Hafenverwaltung von Rio Grande, Brasilien. Erhalten im Capão do Leão, Rio Grande do Sul, Brasilien. |
| 2658      | 1912    |      | C n2t   | 1435 mm      | Gebaut für die Compagnie des chemins de fer secondaires du Nord-Est Erhalten beim Train Thur Doller Alsace. |
| 2804      | 1916    |      | C n2t   | 1435 mm      | Ursprünglich Hainaut. Als MF 83 bei der Chemin de fer à vapeur des 3 vallées. |
| 2828      | 1922    |      | B n2t   | 600 mm       | Vermutlich ohne Nummer bei einer Fabrik in São José dos Pinhais, Paraná, Brasilien. Von dort kam sie auf den Hof der Familie Riesemberg in União da Vitória, Paraná, Brasilien, wo sie sich heute noch befindet. |
| 3052      | 1924    |      | C n2t   | 1435 mm      | Im Einsatz bei den Oranje Nasau Mijnen Heerlen als SGB-5 (ON-14). Erhalten beim Nederlands Mijnmuseum in Heerlen. |
| 3107      | 1924    |      | C n2t   | 1435 mm      | Anfangs in einer Fabrik in Bouchain, Frankreich. Erhalten beim Train touristique de Guîtres à Marcenais. |
| 3176      |         |      | C n2t   | 1000/1435 mm | Bis 1932 als Meterspur-Lok bei den Chemin de Fer d'Artois. 1944 vom United States Army Transportation Corps (USATC) als Normalspur-Rangierlok umgespurt. Danach im Hafen von Antwerpen in Betrieb. Später bei der Zuckerfabrik Sas van Gent. 1971–1977 bei der Museumstoomtram Hoorn–Medemblik. Seitdem im Museum Buurtspoorweg. |
| 3223      | 1926    |      | C n2t   | 1435 mm      | Gebaut für die belgische Steinkohlenzeche Charbonnages de Werister. Dienstbereit erhalten beim Stoomtrein Maldegem-Eeklo. |
| 3242      | 1929    |      | B n2t   | 762 mm       | Ursprünglich bei SA Hoboken in Antwerpen, Belgien. Später als Nr. 6 Winston bei der Statfold Barn Railway. Seit 2020 bei der St. Nicholas Abbey Heritage Railway auf der Insel Barbados. Betriebsbereit. |
| 3252      | 1929    |      | C n2t   | 1435 mm      | Gebaut für die Stickstoffabrik Dutch Nitrogen in Sluiskil (Niederlande). 1972 als SHM 5 Enkhuizen vom Museum Buurtspoorweg übernommen. |
| 3362      | 1929    |      | B n2t   | 1000 mm      | Ursprünglich ARBED-Stahlwerke Esch Belval. Ausgestellt am Bahnhof Niederpallen der ehemaligen Schmalspurbahn Nördingen–Martelingen |
| 3332      | 1928    |      | B fl    | 1435 mm      | ARBED 704, Association des Musee et tourisme AMTF, Fond-de-Gras (LU). |
| 3907      | 1924    |      | B n2t   | 1435 mm      | Train touristique de Guîtres à Marcenais. |
| 3292      | 1928    |      | C n2t   | 1435 mm      | Nr. 16 der Oranje Nassaumijnen in Heerlen, Niederlande. Erhalten als SGB 3 Bison beim Stoomtrein Goes–Borsele. |
| 3931      | 1938    |      | 1'C n2t | 600 mm       | Ehemals Sucrerie de Maizy (Aisne). Erhalten im Musée des transports de Pithiviers. |
| 3932      | 1938    |      | 1'C n2t | 600 mm       | Ehemals Sucrerie de Maizy (Aisne). Erhalten bei der Chemin de fer de la vallée de l’Ouche. |
| 4057      | 1953    |      | D n2t   | 1435 mm      | Anfangs bei der André-Dumont-Kohlezeche in Waterschei. Heute als AD 08 bei der Chemin de fer à vapeur des 3 vallées |
| 4123      | 1942    |      | D n2t   | 1435 mm      | Kohlegrube, Charbonnage Andre Dumont, Genk, Waterschei (BE), später AD 07 bei der Chemin de fer à vapeur des 3 vallées, seit 1996 Association des Musee et tourisme AMTF, Fond-de-Gras (LU) |
| 4147      | 1942    |      | C n2t   | 1100 mm      | Ursprünglich Kohlenzeche Bobrek in Bytom. Heute im Eisenbahnmuseum Warschau. |
| 4480      | 1951    |      | D n2t   | 1435 mm      | Anfangs bei der André-Dumont-Kohlezeche in Waterschei. Heute als AD 09 bei der Chemin de fer à vapeur des 3 vallées |
| 4672      | 1951    |      |         |              | |